# Keep Your Hands off My Baby
Keep Your Hands Off My Baby  är en låt skriven av Gerry Goffin och Carole King. Den har spelats in av många artister, bland annat Little Eva, som kom på tolfte plats med låten på Billboard Hot 100-listan 1962. Andra artister som har spelat in versioner av låten är Kirsty MacColl, Helen Shapiro, Lindisfarne, Skeeter Davis, The Trashmen och Wayne Fontana. 
The Beatles spelade in sången för BBC radio show Saturday Club den 22 januari 1963, och den sändes fyra dagar senare. Dessutom spelade de låten följande månad på sin första brittiska turné.